# بريم مينون (ممثل)
بريم مينون (بالإنجليزية: Prem Menon)‏ هو ممثل هندي، ولد في أكتوبر 1953.

## وصلات خارجية
- بريم مينون على موقع IMDb (الإنجليزية)
- بريم مينون على موقع قاعدة بيانات الفيلم (الإنجليزية)